# Rustam Saparow
Rustam Saparow (RSS de Turkmenistán, 10 de abril de 1978) es un exfutbolista de Turkmenistán que jugaba en la posición de centrocampista.

## Carrera

### Club
| Periodo   | Club                 |
| --------- | -------------------- |
| 2002      | Garagum Turkmenabat  |
| 2003-2007 | Nebitçi Balkanabat   |
| 2007      | Nasaf Qarshi         |
| 2008–2009 | FC Aşgabat           |
| 2010      | FC Bagtyyarlyk-Lebap |

### Selección nacional
Jugó para Turkmenistán en 17 ocasiones de 2003 a 2008 y anotó un gol, el cual fue en una derrota por 1-2 ante Omán en un partido amistoso en Nizwa el 18 de mayo de 2008. Participó en la Copa Asiática 2004.

## Logros
- Ýokary Liga (2): 2004, 2008
- Copa de Turkmenistán (2): 2003, 2004